# Red Hat Enterprise Linux
Red Hat je jedna od najvećih i najprepoznatljivijih kompanija posvećenih open-source softveru, i najveći distributer Linux operativnih sustava. Kompanija je najpoznatija zbog svog Red Hat Enterprise Linux OS-a, operativnog sustava namijenjenog za uporabu u komercijalnim poduzećima. 
Tvrtka je osnovana 1993., a središte joj je locirano u gradu Raleigh, Sjeverna Carolina i ima urede diljem svijeta.
Originalno je Red Hat proizvod u počecima, onda znan kao Red Hat Linux, bio dostupan svima besplatno za download, dok je Red Hat zarađivao na podršci. Red Hat je tokom vremena liniju proizvoda podijelio u 
•	
Red Hat Enterprise Linux –  sistem koji je ciljao ka komercijanim korisnicima dizajniran da bude stabilan, i da pruži dugotrajnu podršku po sistemu pretplate. 
Od verzije RHEL 5 Red Hat nudi:  
```
              RHEL Advanced Platform (nekadašnji AS) – za kritične servere
              RHEL (nekadašnji ES) – za rubne servere
              RHEL Desktop with Workstation and Multi-OS option 
              RHEL Desktop with Workstation option (nekadašnji WS) – power useri
              RHEL Desktop with Multi-OS option 
              RHEL Desktop (former Desktop) – uobičajeni useri
```

•	Fedora Core – kao verziju bez podrške.

## Poslovni model
Red Hat funkcionira preko Open-Source business modela baziranog na otvorenom kodu, razvijanju putem zajednice, pružajući profesionalne kvaliteta-osiguranje usluge, i podršku korisnicima preko pretplate.
Programeri preuzmu otvoreni kod Linux kernela, adaptiraju ga i unaprijede tako da ispunjuje odgovarajuće potrebe. Kod koji pišu otvoren je tako da ostali programeri mogu sami nadopunjavati sistem. Kad se nađe problem, cijela zajednica korisnika može doprinijeti rješenju. To rezultira većom brzinom, i manjim troškovima za korisnika.
Red Hat prodaje pretplate za podršku, trening, i usluge integracije da pomognu kupcima u korištenju open source software-a. Kupci plaćaju određenu cijenu za neograničeni pristup Red Hat Mreži, i primaju 24/7 podršku

## Fedora
Open-Source projekt sponzoriran od strane Red Hat-a, podržan sa strane RH zajednice, a cilj mu je promoviranje razvitka besplatnog i Open-Source software-a.
Projekt vodi vijeće Fedora Project-a sačinjen od Red Hat članova i vođa zajednica, ova grupa dirigira razvitak i smjer projekta i Linux distribucije Fedora Core, koju razvijaju.
Red Hat-ovi zaposlenici u suradnji s zajednicu, tako da brojne inovacije završe inkorporirane u Red Hat Enterprise Linux.

## Ostali projekti
Red Hat kao korporcija sudjeluje u brojnim projektima, među kojima je i 
•	One Laptop per Child – Red Hat-ovi inženjeri rade s ovom neprofitnom organizacijom, osnovanom od strane MIT media laba. Misija je napraviti jeftino računalo i pružiti svakom djetetu na svijetu pristup otvorenoj komunikaciji, otvorenom znanju i otvorenom učenju. The Children's machine ili 2B1 posljednja je verzija ove tehnologije. Ova računala koristit će osiromašene verzije Fedora Core operativnog sustava, a Red Hat inženjeri rade na adaptaciji.